# Michał Witkowski
Michał Witkowski (ur. 17 stycznia 1975 we Wrocławiu) – polski pisarz, felietonista i aktor niezawodowy.

## Życiorys

### Wczesne lata
Jest synem Izabeli i Stanisława Witkowskich. Pochodzi z inteligenckiej rodziny –  ojciec był profesorem psychologii Uniwersytetu Wrocławskiego i dyrektorem Instytutu Psychologii tej uczelni, a matka, z wykształcenia psycholog, po urodzeniu synów zajmowała się domem, wcześniej pracowała jako wykładowca akademicki . Urodził się jako wcześniak. Ma dwóch młodszych braci, Adama (ur. 1982) i Andrzeja.
Dorastał na wrocławskim Biskupinie. Uczył się w Szkole Podstawowej nr 66 im. Zbigniewa Herberta we Wrocławiu. Przez kilka lat uczęszczał do kółka teatralnego działającego przy biskupińskim klubie Oskar. W okresie szkolnym brał udział w konkursach recytatorskich i przeglądach piosenki oraz był autorem tekstów do szkolnego kabaretu Lejba. W 1986 zwyciężył w konkursie na najlepsze opowiadanie o młodzieży z Leningradu, którego organizatorem była redakcja programu Teleranek emitowanego na TVP1. W 1990 rozpoczął naukę w klasie teatralnej XIV Liceum Ogólnokształcące im. Polonii Belgijskiej we Wrocławiu.
W wieku 14 lat uciekł z domu za granicę i przebywał w różnych środowiskach, m.in. pracował w teatrze objazdowym z Genewy czy doradzał nieletnim, gejowskim prostytutkom w kwestii wizerunku w Zurychu. Po powrocie do kraju w 1993 uczył się w IX Liceum Ogólnokształcącym we Wrocławiu. W tym czasie podjął pierwsze próby literackie; w 1994 napisał wiersz Drewno (retrospekcja), opublikowany następnie w jego debiutanckiej książce Zgorszeni wstają od stołów (1997). Po zdaniu matury w 1995 studiował filologię polską na Uniwersytecie Wrocławskim. W 1999 uzyskał magisterium. Następnie jako doktorant Instytutu Filologii Polskiej UWr. rozpoczął pracę nad rozprawą z dziedziny krytyki feministycznej u prof. Stanisława Beresia oraz prowadził ćwiczenia ze studentami dziennikarstwa, lecz potem zrezygnował z kariery naukowej na rzecz pisarstwa.

### Kariera pisarska

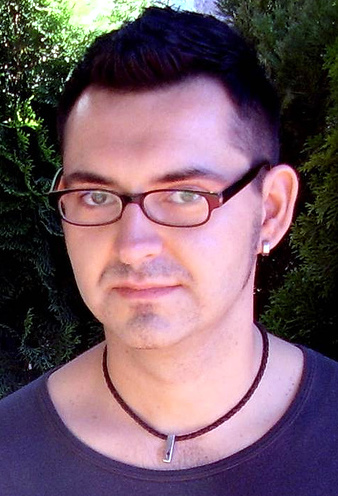
Michał Witkowski (2007)

Zadebiutował tomikiem Zgorszeni wstają od stołów (1997). Oficjalnie za swą pierwszą książkę pisarz uznaje zbiór opowiadań Copyright wydany w 2001. W 2005 wydał powieść Lubiewo, która wkrótce zyskała miano kultowej. Kolejną jego powieścią była Barbara Radziwiłłówna z Jaworzna-Szczakowej, która powtórzyła sukces Lubiewa. Prawdziwą popularność przyniosła mu jednak dopiero wydana w 2011 powieść kryminalna Drwal. W 2014 ukazał się kolejny kryminał Zbrodniarz i dziewczyna, a w 2015 powieść Fynf und cfancyś ukazująca środowisko męskich prostytutek.
Charakterystyczny styl pisarza określono mianem „witkowszczyzny”, której podstawowym elementem jest przesada w opisie świata. Witkowski posługuje się ironią i groteską, co krytycy umieszczają w popkulturowych kontekstach: „kryminał [Drwal], który w swej ironii, złośliwości, cynizmie, przypomina groteskowe zabawy z rzeczywistością braci Coenów, kpinę z krwawej jatki Tarantino, bądź bezładną gonitwę po scenie w burleskach braci Marx”. Porównywany bywa do Geneta, Gombrowicza („nie przez transatlantycką frazę, której gęsto używa, […] ale przez zastosowanie szyderstwa w zbożnym celu poprawiania świata”) czy Stasiuka.
Jego książki tłumaczono na 30 języków, m.in. angielski, niemiecki, fiński, szwedzki, norweski, francuski, hiszpański, niderlandzki, hebrajski, węgierski, słoweński, litewski, chorwacki, ukraiński, koreański, czeski, słowacki, rumuński, włoski, serbski, duński, łotewski, estoński.
Publikował liczne recenzje, artykuły, opowiadania i fragmenty powieści m.in. w piśmie „FA-art” (1999–2003), „Studium” (1999–2004), „Kresach” (2000–2003), „Lampie i Iskrze Bożej” (2000), „Odrze” (2000–2003), „Twórczości” (2000–2004) „Dekadzie Literackiej” (2001–2002), „Gazecie Wyborczej” (2001–2009; też w dodatkach „Duży Format” i „Książki”), „Akancie” (2002–2003) oraz w „Nowych Książkach” (2002–2004). Publikował felietony na łamach tygodnika „Polityka” (2009–2014), następnie od lipca 2014 do kwietnia 2015 w tygodniku „Wprost”. Współpracował także z kwartalnikiem „Viva! Moda”. Od sierpnia 2018 ponownie jest felietonistą „Wprostu”.

### Kariera medialna
W latach 2014–2015  prowadził blog modowy Fashion Pathology, w którym występował jako Miss Gizzi. Zarówno blog, jak i stylizacje Witkowskiego oraz jego bywanie na salonach były częścią projektu artystycznego, do czego przyznał się, pisząc przed zamknięciem bloga: „Wszyscy, którzy podejrzewali, że zabawa z showbiznesem to jakiś artystyczny happening, który ma «przydać się do prozy», na pewno się ucieszą z tego, że właśnie tak było. Całe dwa lata happeningu i obserwacji do powieści o showbiznesie”.
Obecność Witkowskiego w mediach była przedmiotem kontrowersji – w listopadzie 2014 pojawił się na planie programu TVN Ugotowani w opasce powstańca warszawskiego, co oburzyło innego uczestnika programu, Filipa Chajzera, który nakazał mu ją zdjąć. Z kolei podczas gali „Fashion Week” w kwietniu 2015 pojawił się w stroju, którego elementami były symbole SS, co zostało zinterpretowane jako promowanie nazizmu. Eksponowanie znaku SS skutkowało m.in. zawieszeniem ze strony wydawnictwa Znak współpracy z Witkowskim do października 2015, a także spowodowało wszczęcie przez prokuraturę dochodzenia w sprawie propagowania treści faszystowskich. W lipcu prokuratura umorzyła w tej sprawie śledztwo, uznając, że pisarz nie popełnił przestępstwa, gdyż nie propagował faszyzmu. Jako uzasadnienie decyzji podano między innymi, że „wokół nich [znaków SS] i nad nimi naniesione były liczne inne przedmioty takie np. jak plastikowy króliczek, sztuczne owoce, plastikowe misie, napisy «baby girl», bocian, smoczki, kolorowe piórka i sztuczne brązowe odchody”, co „może wskazywać na intencje prześmiewcze, a nie zmierzające do wychwalania ideologii faszystowskiego państwa”.
W latach 2018–2019 grał w serialu Barwy szczęścia, w którym wcielał się w postać pisarza Waldemara Kniewskiego.

### Życie prywatne
Witkowski jest osobą homoseksualną. Pisarz stosuje zróżnicowane znaczeniowo nazewnictwo do określania osób posiadających określone preferencje seksualne oraz identyfikujących się z danymi rolami płciowymi. Twierdzi, że słowo „gej” jest wytworem komercyjnej kultury masowej, utrwalającym zawężony, bo stereotypowy obraz tej mniejszości seksualnej; dlatego, choć przyznaje, że jest osobą homoseksualną, nie uważa siebie za geja.
Od początku lat 90. choruje na depresję. Mieszka w Warszawie. Jest niewierzący.

## Twórczość
- Zgorszeni wstają od stołów (wyd. 	Wrocław : „OKiS”, 1997., ISBN 83-87104-16-7)
- Copyright (wyd. „Zielona Sowa”, seria „Biblioteka Studium”, Kraków 2001, ISBN 83-7220-247-8)
- Praca zbiorowa Tekstylia. O rocznikach siedemdziesiątych (wyd. „Korporacja Ha!art”, Kraków 2002, ISBN 83-88668-41-2) (współautor)
- Lubiewo (wyd. „Korporacja Ha!art”, Kraków 2005, ISBN 83-89911-04-3; wyd. V poprawione i uzupełnione ISBN 83-89911-52-3)
- Praca zbiorowa Trafieni. Siedem opowiadań o AIDS (wyd. „W.A.B.”, Warszawa 2005, ISBN 83-7414-190-5) – opowiadanie Trafieni
- Fototapeta (wyd. „W.A.B.”, Warszawa 2006, ISBN 83-7414-159-X)
- Barbara Radziwiłłówna z Jaworzna-Szczakowej (wyd. „W.A.B.”, Warszawa 2007, ISBN 978-83-7414-372-1)
- Margot (wyd. Świat Książki, Warszawa 2009, ISBN 978-83-247-1745-3)
- Drwal (wyd. Świat Książki, Warszawa 2011, ISBN 978-83-7799-483-2); kryminał
- Lubiewo bez cenzury  (wyd. Świat Książki, Warszawa 2012, ISBN 978-83-7799-860-1)
- Zbrodniarz i dziewczyna (wyd. Świat Książki, Warszawa 2014, ISBN 978-83-7943-284-4); kryminał
- Fynf und cfancyś (wyd. Znak, Kraków 2015, ISBN 978-83-240-2742-2)
- Morderca do towarzystwa (opowiadanie napisane razem z użytkownikami portalu Gadzetomania.pl w ramach akcji Nieskończona Opowieść 2015)[35]
- Wymazane (wyd. Znak, Kraków 2017)
- Tango (wyd. Znak 2022)
- Wiara. Autobiografia (wyd. Znak 2023)[36]

## Tłumaczenia twórczości na inne języki
Angielski
- Lovetown (Lubiewo) tłum. W. Martin, Londyn: Portobello, 2009; 2010; 2011.
- Eleven-Inch (Fynf und cfancyś) tłum. W. Martin, Londyn: Seagull, 2021.

Czeski
- Chlípnice (Lubiewo) tłum. Jan Jeništa, Praga: Fra, 2007.
- Královna Barbara (Barbara Radziwiłłówna z Jaworzna-Szczakowej), tłum. Jan Jeništa, Praga: Fra, 2012.

Fiński
- Hutsula (Lubiewo) tłum. Tapani Kärkkäinen, Helsinki: Like, 2007.

Francuski
- Lubiewo, tłum. Madeleine Nasalik, Paryż: Éditions de l'Olivier, 2007.

Hebrajski
- Ḥof Lubeibo (Lubiewo), tłum. Ilay Halpern, Jerozolima: Shoḳen, 2009.

Hiszpański
- Lovetown (Lubiewo), tłum. Joanna Albin, Barcelona: Editorial Anagrama, 2011.
- El leñador (Drwal), tłum. Francisco Javier Villaverde, Barcelona: Rayo Verde 2013.

Kataloński
- El llenyater (Drwal), tłum. Marta Cedro, Guillem Calaforra, Barcelona: Raig Verd Editorial, 2013.

Macedoński
- Лубиево без цензура (Lubiewo bez cenzury), tłum. Zvonko Dimoski, Skopie: Ars Libris, 2015

Niderlandzki
- Lubiewo, tłum. Jacques Dehue, Rita Martynowski, Amsterdam: Van Gennep, 2010.
- Margot, Amsterdam: Van Gennep 2013.

Niemiecki
- Lubiewo. Roman, tłum. Christina Marie Hauptmeier, Frankfurt nad Menem: Suhrkamp, 2007; 2008; 2009.
- Queen Barbara. Roman (Barbara Radziwiłłówna z Jaworzna-Szczakowej), tłum. Olaf Kühl, Berlin: Suhrkamp, 2010.

Norweski
- Tømmerhoggeren (Drwal), tłum. Agnes Banach, Oslo: Forlaget Oktober, 2013.
- Skrullestranda (Lubiewo), tłum. Agnes Banach, Oslo: Oktober, 2015.

Rosyjski
- Ljubievo (Lubiewo, tłum. Jurij Czajnikow, Moskwa: Novoe literaturnoe obozrenie, 2007.
- B.R. (Barbara Radzivill iz Âvožno-Ŝakovoj) (Barbara Radziwiłłówna z Jaworzna-Szczakowej), tłum. Jurij Czajnikow, Moskwa: Novoe literaturnoe obozrenie, 2010.
- Margo (Margot), tłum. Jurij Czajnikow, Petersburg: Izdatel'stvo Ivana Limbaha, 2010.

Słoweński
- Lubiewo, tłum. Boris Kern, Lublana: Škuc, 2010.
- Kraljica Barbara (Barbara Radziwiłłówna z Jaworzna-Szczakowej), tłum. Tatjana Jamnik, Radovljica: Didakta, 2010.

Szwedzki
- Lubiewo, tłum. Stefan Ingvarsson, Sztokholm: Modernista, 2008.
- Margot, tłum. Stefan Ingvarsson, Emi-Simone Zavall, Sztokholm: Natur och Kultur, 2011.
- Skogshuggaren (Drwal), tłum. Stefan Ingvarsson, Sztokholm: Natur & Kultur Digital, 2014.

Ukraiński
- Htivnâ. Roman (Lubiewo), tłum. Andrij Bondar, Kijów: Nora-Druk, 2006.

Węgierski
- Kéjpart (Lubiewo), tłum. Keresztes Gáspár, Budapeszt: Magvető, 2010.

Włoski
- Margot, tłum. Laura Rescio, Rzym: Atmosphere Libri, 2012.

## Adaptacje teatralne
Powieść Barbara Radziwiłłówna z Jaworzna-Szczakowej została zaadaptowana przez reżysera Jarosława Tumidajskiego na potrzeby Teatru Śląskiego (2008). Lubelski Teatr Provisorium wystawił spektakl Idź w noc, Margot w reż. Witolda Mazurkiewicza, będący inscenizacją jego powieści Margot (2010). Natomiast na podstawie powieści Lubiewo powstał głośny spektakl teatralny w Teatrze Nowym w Krakowie w reż. Piotra Siekluckiego (2011). Dla Teatru Rozmaitości w Warszawie scenariusz teatralny na podstawie tej powieści napisał sam autor wspólnie z Piotrem Gruszczyńskim. Adaptację tej powieści wystawiono także w Teatrze Miejskim w Göteborgu (Göteborgs Stadsteater).
Witkowski wystąpił też jako aktor w monodramie na podstawie Barbary Radziwiłłówny... zatytułowanym Barbara Radziwiłłówna Show w warszawskim Teatrze Rozmaitości.

## Nagrody i nominacje
Trzykrotnie nominowany do Paszportu „Polityki” w kategorii „Literatura” (2005, 2006, 2007), w 2007 został laureatem tej nagrody. Pięciokrotnie nominowany do Nagrody Literackiej „Nike”: w 2006 (za Lubiewo – finał nagrody), 2007 (za Fototapetę), 2012 (za Drwala), 2018 (za Wymazane) i w 2024 (za Wiara. Autobiografia – finał nagrody).
Ponadto otrzymał Nagrodę Literacką Gdynia 2006 w kategorii „proza” za Lubiewo. Jego powieść Barbara Radziwiłłówna z Jaworzna-Szczakowej była nominowana do Nagrody Literackiej Gdynia 2008 oraz została wybrana Książką Lata 2007 Przeglądu Nowości Wydawniczych w Poznaniu. Powieść Drwal (2011) znalazła się w finale Literackiej Nagrody Europy Środkowej „Angelus” we Wrocławiu w 2012.
W 2011 za powieść Lubiewo Witkowski był nominowany do brytyjskiej Independent Foreign Fiction Prize. Powieść ta znalazła się na szwedzkiej liście klasyki queer, utworzonej przez redakcję dziennika „Expressen”.
Wiara. Autobiografia wygrała plebiscyt czytelników Nagrody Literackiej "Nike" 2024.
W 2025 został laureatem Nagrody im. Adama Mickiewicza w ramach Poznańskiej Nagrody Literackiej.